# Laudarengo Martinengo
Laudarengo Martinengo (Brescia, XIII secolo – Brescia, XIII secolo) è stato un politico italiano.

## Biografia

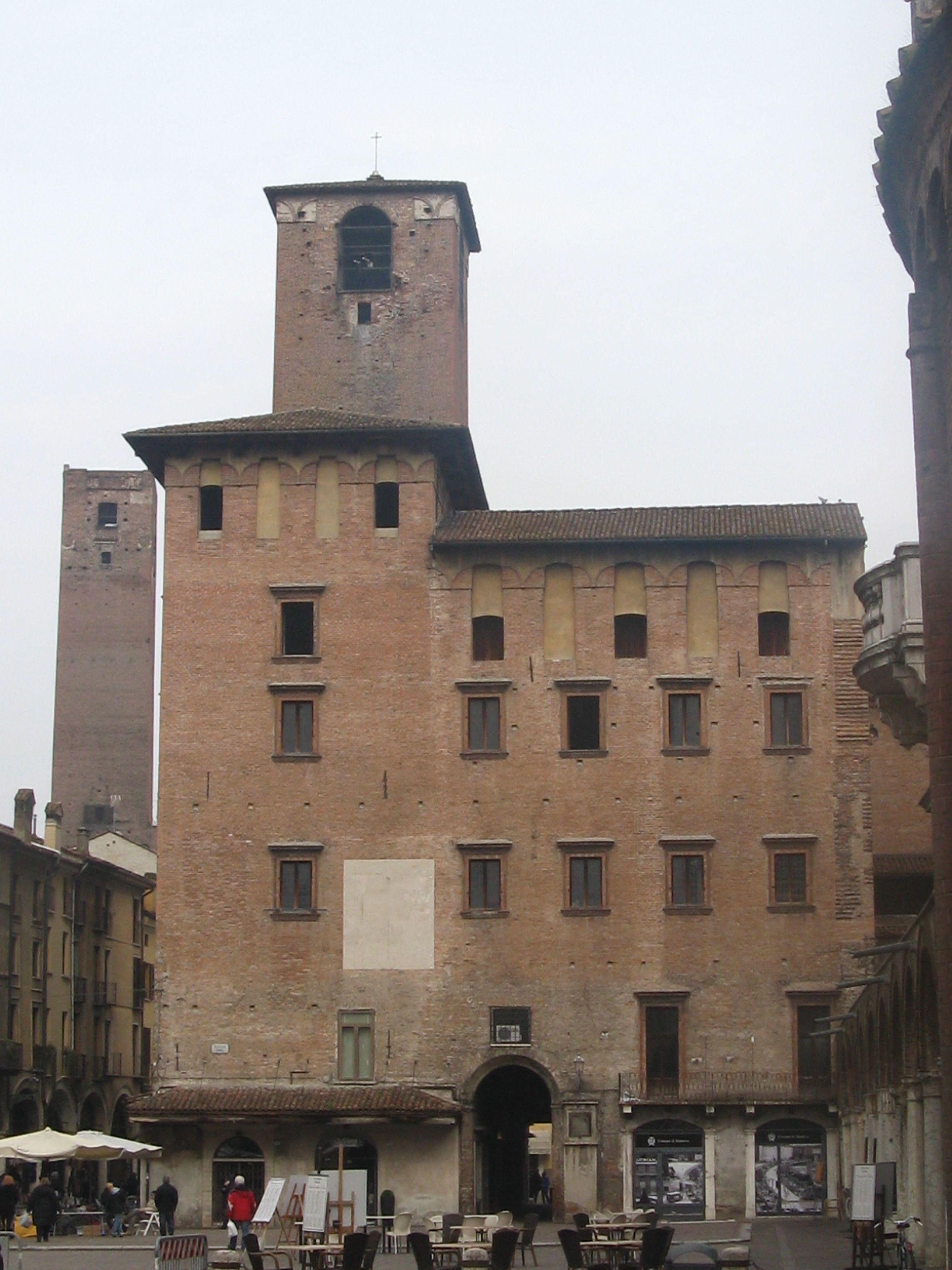
Mantova, Palazzo del Podestà

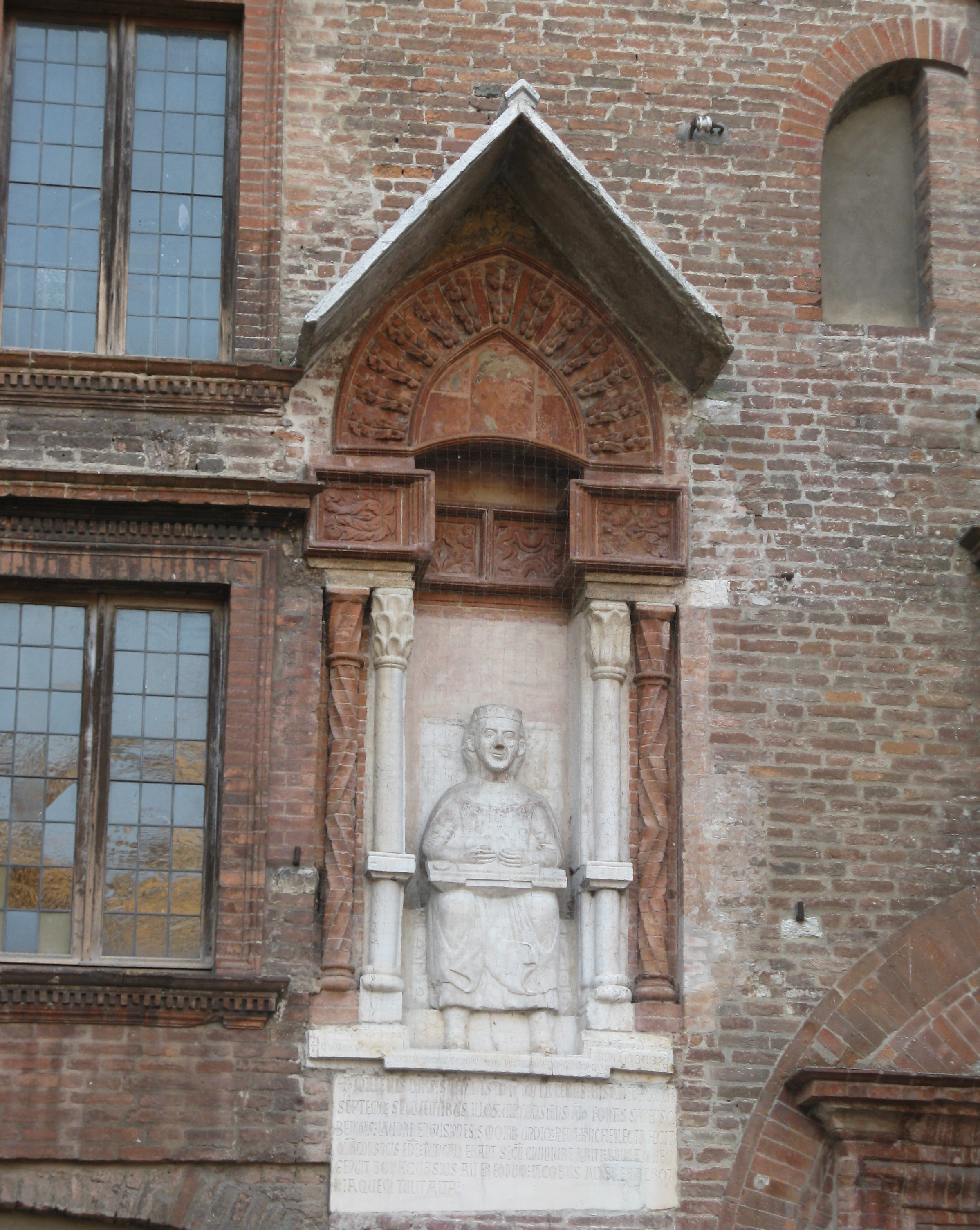
Mantova, piazza Broletto, statua di Virgilio posta sul Palazzo del Podestà.

Bresciano d'origine, ricoprì per alcuni anni la carica di podestà di Brescia. In questo periodo fece edificare il castello di Canneto. Fu quindi podestà di Treviso, di Milano nel 1219, di Genova nel 1221 e di Mantova dal 1226 al 1227. Durante il periodo a Mantova provvide alla edificazione dell'imponente Palazzo del Podestà, sito nella piazza delle Erbe e alla collocazione della statua di "Virgilio in cattedra" sulla facciata dello stesso palazzo verso piazza Broletto, con la lapide che recitava: Lauderengus honestis moribus undique plenus - Hanc fieri, lector, fecit quam conspicis aedem. Chiamato anche "Palazzo del Broletto", rappresentò il centro amministrativo del comune di Mantova.